# Municipio de Gloucester (Carolina del Norte)
El municipio de Gloucester (en inglés: Gloucester Township) es un municipio ubicado en el  condado de Transilvania en el estado estadounidense de Carolina del Norte. En el año 2010 tenía una población de 1.326 habitantes.

## Geografía
El municipio de Gloucester se encuentra ubicado en las coordenadas 35°13′9.38″N 82°52′5.47″O / 35.2192722, -82.8681861.